# La Candelaria kommun
La Candelaria är en kommun i Argentina.   Den ligger i provinsen Salta, i den norra delen av landet, 1 100 km nordväst om huvudstaden Buenos Aires.
I omgivningarna runt La Candelaria växer i huvudsak lövfällande lövskog. Runt La Candelaria är det mycket glesbefolkat, med 4 invånare per kvadratkilometer.